# Dhusamarreeb
Dhusamarreeb (ook: Dhuusa Mareeb, Dhuusamarreeb, Dusa Mareb, Dusa Marreb, Dhusamareb) is een van de vijf districten binnen de regio Galguduud in Centraal-Somalië. De districtshoofdstad is Dhusamarreeb.
De overige vier districten in de regio Galguduud zijn:
- het district Adado, met de districtshoofdstad Adado (ook Cadaado genoemd);
- het district Abudwak, met de districtshoofdstad Abudwak (ook Caabudwaaq genoemd);
- het district Ceel Buur, met de districtshoofdstad Ceel Buur (ook El Bur genoemd).
- het district Ceel Dheer, met de districtshoofdstad Ceel Dheer (ook El Der genoemd).